# Theophil Andreas Volckmar
Theophil Andreas Volckmar (* um 1684 in Stettin; † Mitte Juni 1768 ebenda) war ein deutscher Organist, Komponist und Vertreter der Norddeutschen Orgelschule. Er wirkte in Stettin, Danzig und Köslin.  

## Leben und Werk
Er wurde als Sohn des Stettiner Organisten Johann Arnold Volckmar geboren. 1707 folgte er seinem Vater in das Amt des Organisten an der Peter-und-Paul-Kirche in Stettin. 1712 wechselte Volckmar nach Danzig, wo er zunächst an der Trinitatiskirche, ab 1717 dann an der Katharinenkirche tätig war. In Danzig galt er als moderner und virtuoser Orgelspieler. Den Danziger Pastoren spielte Volckmar freilich zu modern, so dass seine Bewerbungen um die Organistenstelle an Danzigs bedeutendster Kirche, der Marienkirche, scheiterten. 
Volckmar verließ 1730 Danzig und wechselte an die Marienkirche in Köslin. 1733 kehrte er in seine Heimatstadt Stettin zurück, um die Organistenstelle an der Nikolaikirche anzutreten. 1746 erhielt  Volckmar endlich das Amt des Organisten an der größten Kirche Stettins, der Jakobikirche, wenn auch gegen den Protest des ersten Pastors, dem er als „Unruhestifter“ galt. Aus gesundheitlichen Gründen – Volckmar litt im Alter am Gliederzittern – erhielt er 1763 einen Organisten als Gehilfen und trat 1767 in den Ruhestand. Mitte Juni des folgenden Jahres starb er in Stettin. In einer Zeitungsnotiz vom 10. September 1768 wird die Auktion seines Nachlasses angekündigt.
Als Komponist veröffentlichte Volckmar zahlreiche Werke. Im Jahre 2009 wurden seine Sämtlichen Orgelwerke herausgegeben. 

## Werke
- Klaus Beckmann (Hrsg.): Theophile Andreas Volckmar, Sämtliche Orgelwerke (= Meister der norddeutschen Orgelschule, Band 18; ED 20332). Schott, Mainz 2009, ISMN 979-0-001-15076-7 (Suche im DNB-Portal).